# Ternant (Côte-d'Or)
 Ternant  es una población y comuna francesa, en la región de Borgoña, departamento de Côte-d’Or, en el distrito de Dijon y cantón de Gevrey-Chambertin.

## Demografía
| 70 | 64 | 55 | 69 | 73 | 72 |
| Para los censos de 1962 a 1999 la población legal corresponde a la población sin duplicidades (Fuente: INSEE [Consultar]) |    |    |    |    |    |